# Witkeelmuisspecht
De witkeelmuisspecht (Xiphocolaptes albicollis) is een zangvogel uit de familie Furnariidae (ovenvogels).

## Verspreiding en leefgebied
Deze soort komt voor in het zuidoosten van Zuid-Amerika en telt drie ondersoorten:
- X. a. bahiae: O-Brazilië.
- X. a. villanovae: NO-Brazilië.
- X. a. albicollis: ZO- en Z-Brazilië, O-Paraguay en NO-Argentinië.

## Status
De grootte van de populatie is niet gekwantificeerd maar de soort wordt omschreven als schaars. Op de Rode lijst van de IUCN heeft deze soort de status niet bedreigd.